# Tropicomyia laburnifoliae
Tropicomyia laburnifoliae är en tvåvingeart som beskrevs av Spencer 1964. Tropicomyia laburnifoliae ingår i släktet Tropicomyia och familjen minerarflugor.
Artens utbredningsområde är Etiopien. Inga underarter finns listade i Catalogue of Life.